# Aquazorbing

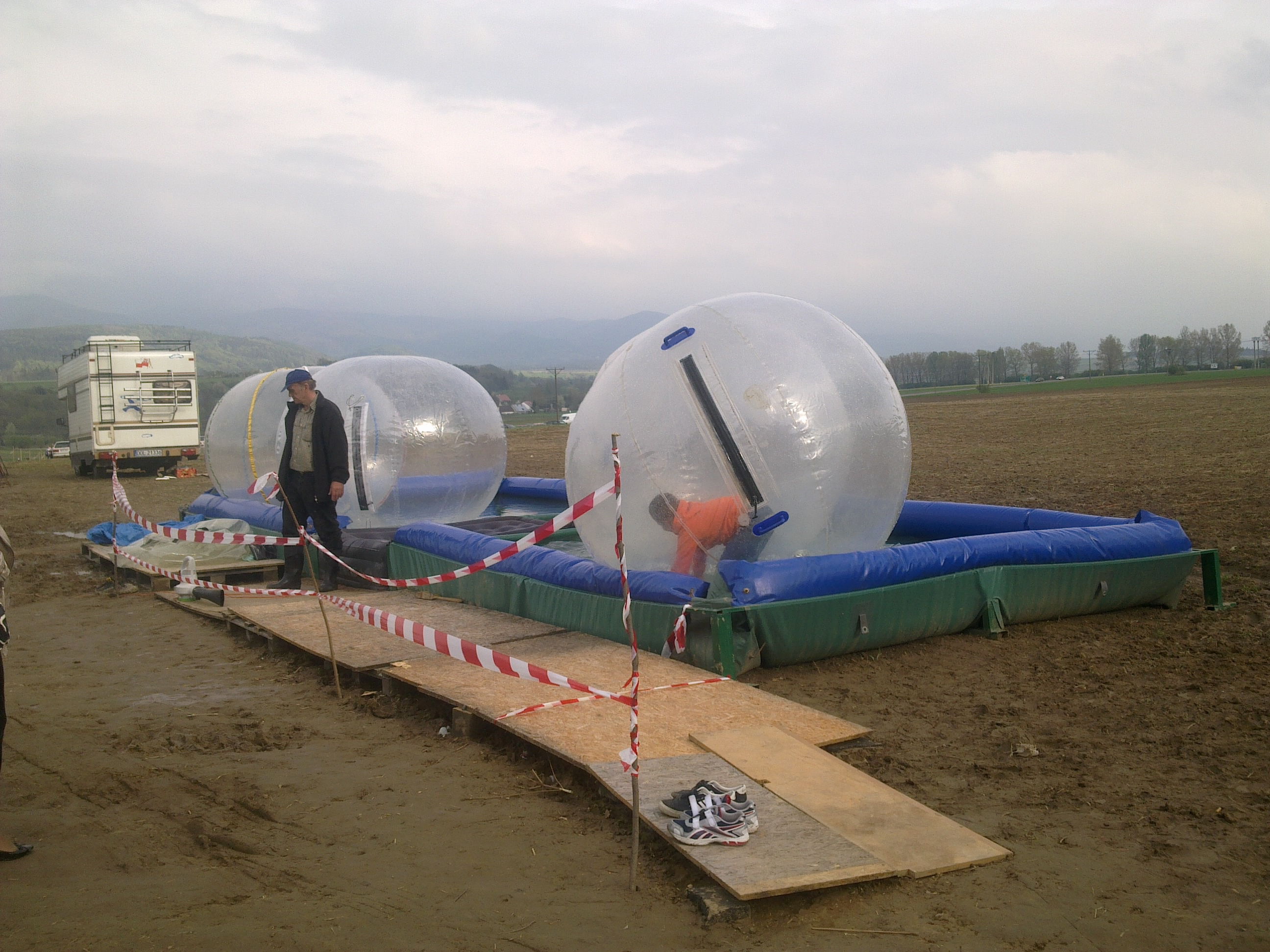
Aquazorbing w Bystrzycy Kłodzkiej

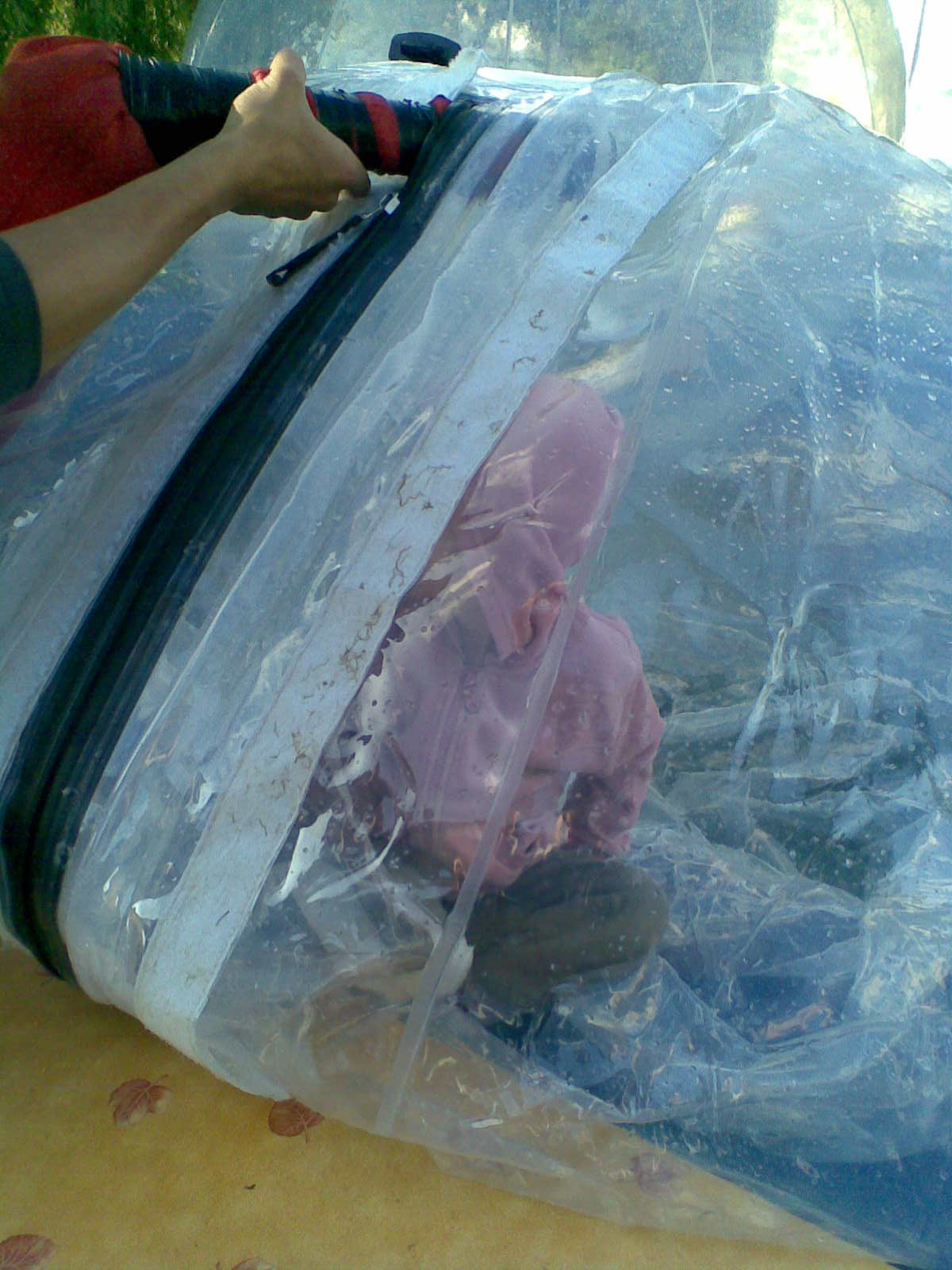
Nadmuchiwanie kuli do Aquazorbingu

Aquazorbing – zabawa z użyciem przezroczystej, nadmuchiwanej kuli z tworzywa sztucznego. Kula ta pozwala zamkniętej w niej osobie poruszać się po powierzchni wody. Kula zamykana jest zamkiem błyskawicznym.